# Rychnov nad Kněžnou
Rychnov nad Kněžnou (niem. Reichenau an der Knieschna) – miasto w północnych Czechach, w kraju hradeckim, na Pogórzu Orlickim nad rzeką Kněžną. Według danych z 2005 r. powierzchnia miasta wynosiła 3496 ha, a liczba jego mieszkańców 11 700 osób. W Rychnovie siedzibę ma dyrekcja CHKO Orlické hory i władze czeskiej części Euroregionu Glacensis.

## Historia
Pierwsza pisemna wzmianka o wsi pochodzi z roku 1258.

## Demografia
| Rok             | 1970  | 1980   | 1991   | 2001   | 2003   |
| --------------- | ----- | ------ | ------ | ------ | ------ |
| Liczba ludności | 7 936 | 10 069 | 11 552 | 11 736 | 11 695 |

Źródło: Czeski Urząd Statystyczny

## Pałac
Budowę barokowego pałacu rozpoczął w roku 1676 František  Karl Libštejnský z Kolovrat, a kontynuował jego syn Norbert Leopold oraz wnuk František Karl II. Dokończony był w XVIII w. Około roku 1722 budowę prowadził znany włoski architekt Giovanni Santini. Od XVII wieku w pałacu znajduje się duża kolekcja obrazów obejmująca portrety członków rodu Kolovratów oraz liczne obrazy krajowych i europejskich mistrzów, które zostały tu zgromadzone z innych posiadłości. Są tu m.in. obrazy Karla Škréty czy Hansa von Aachena. W zbiorach znajdują się także Polonica. Pałac po II wojnie światowej został znacjonalizowany. Po roku 1989 pałac został zwrócony przedstawicielom rodu Kolovratów Krakovských Libštejnských.

## Zabytki
- Kościół św. Havla
- Kaplica cmentarna Przemienienia Pańskiego
- cmentarz żydowski
- Figura Dobrego Pasterza, nad Dubinkou
- Figura Chrystusa Frasobliwego, ponad cmentarzem żydowskim
- Figura św. Antoniego Padewskiego
- Figura św. Marka na skrzyżowaniu ulic Smetanovej i Masarykovej
- Synagoga
- Figura św. Floriana, św. Jana Nepomucena i krzyż na Starym rynku
- Figura św. Jana i św. Pawła przy ul. Javornickiej
- Figura św. Józefa na Placu Poláčkově
- Figura Zaśnięcia Panny Marii w parku
- Ratusz na Starym Rynku
- Dom rodzinny F. M. Pelcla
- Pomník F. M. Pelcla
- Soukenická strouha – kanał
- Browar Rychnov nad Kněžnou
- Kapliczka z obrazem maryjnym przed browarem

## Gospodarka
W mieście rozwinął się przemysł włókienniczy, metalurgiczny oraz spożywczy.

## Ludzie związani z Rychnovem
- Karel Poláček (1892–1944) – pisarz i dziennikarz
- František Martin Pelcl (1734–1801) – pisarz, historyk i filolog
- Jiří Šlitr (1924-1969) – aktor, dramaturg, współzałożyciel Teatru Semafor w Pradze
- Rudolf Rokl (1941–1997) – pianista i kompozytor
- Karel Sýs (1946) – poeta, pisarz i dziennikarz
- Miloš Řezník (1970) - historyk, badacz historii Polski

## Miasta partnerskie
- Vale Royal
- Kłodzko